# Francis Crick
Francis Harry Compton Crick (Northampton, 8 juni 1916 – San Diego, 28 juli 2004) was een Engelse natuurwetenschapper, die bekend is geworden als een van de ontdekkers van de structuur van het DNA.

## Levensloop
Crick werd geboren als zoon van een schoenenfabrikant. Hij gaf al jong blijk van een wetenschappelijke belangstelling. Zijn ouders, Harry Crick en Annie Elizabeth Wilkins, gaven hem al spoedig een kinderencyclopedie, waarmee hij zijn nieuwsgierigheid kon bevredigen.
Na zijn studie natuurkunde aan het University College London heeft hij zich een tijd beziggehouden met de studie van de stroperigheid van water onder hoge druk, in zijn eigen woorden 'het saaiste probleem dat je je maar voor kunt stellen'. Zijn promotie-onderzoek werd gedwarsboomd door het uitbreken van de Tweede Wereldoorlog. Hij trad in dienst bij de marine, en stortte zich op het ontwerpen van magnetische en akoestische zeemijnen.
Pas na de Tweede Wereldoorlog zou hij zijn wetenschappelijke draai vinden. In 1949 trad hij in dienst bij het Cavendish Laboratorium in Cambridge, waar hij zich aanvankelijk bezighield met röntgendiffractie van eiwitkristallen. In 1951 kwam zijn wetenschappelijke carrière in een stroomversnelling terecht. Dat jaar bezocht de jonge Amerikaanse onderzoeker James Watson het laboratorium. De twee onderzoekers waren er stellig van overtuigd dat de sleutel tot de erfelijkheid in het DNA gezocht moest worden, en niet in de eiwitten van de cel, zoals in die tijd in het algemeen werd gedacht.

## Ontdekking DNA-structuur
Ondanks enige tegenwerking van de baas van het lab, Sir William Lawrence Bragg, wisten ze binnen twee jaar de structuur van het molecuul te ontrafelen. In 1953 leidde dat tot de beroemde publicatie in het wetenschappelijk tijdschrift Nature. Ze deden er uit de doeken hoe het molecuul uit twee om elkaar gewonden spiralen bestond, als een soort wenteltrap waarvan de treden bestonden uit tegenover elkaar liggende baseparen: cytosine (C) tegenover guanine (G) en adenine (A) tegenover thymine (T). De structuur die Crick en Watson voorstelden, was gebaseerd op de röntgenopnames van Maurice Wilkins en Rosalind Franklin. In 1962 kregen Crick, Watson en Wilkins de Nobelprijs voor hun ontdekking. Franklin was al in 1958 overleden aan de gevolgen van kanker. In 1975 kreeg Crick de Copley Medal.

## Later onderzoek
Crick bleef nog tot 1976 in Cambridge. Hij ontrafelde er onder meer de genetische code, waarmee een bepaald aminozuur wordt aangegeven op het DNA in 'woorden' van drie letters. Ook ontdekte hij hoe die informatie wordt uitgelezen (door transcriptie) en wordt getransporteerd (mRNA) naar de eiwitfabriekjes (ribosomen) in de cel. Daar worden alle aminozuren achter elkaar geplakt en worden de eiwitten, de werkpaarden van de cel, vervaardigd. Crick domineerde lange tijd het vakgebied van de moleculaire biologie, en was een bezield inspirator voor vele onderzoekers.
Halverwege de jaren zeventig verschoof Cricks wetenschappelijke aandacht naar het onderzoek van het bewustzijn. Hij vertrok naar het Salk-instituut in La Jolla, waar hij ook enige tijd directeur was. Hij stortte zich op de fysiologische processen die het bewustzijn gestalte geven. Hij was een wegbereider in dit nog jonge vakgebied, maar realiseerde zich ook dat het jongere geesten dan de zijne vergde om de mysteries van het menselijk brein te ontrafelen.
Daarnaast maakte hij af en toe een uitstapje naar het ontstaan van het leven. Samen met een andere Salk-collega, Leslie Orgel, ontwikkelde hij de theorie van de zogeheten gerichte panspermie. Volgens die theorie is het leven op onze planeet niet alleen van buitenaardse oorsprong, maar ook doelbewust op onze planeet gebracht door een hogere beschaving.
Zijn autobiografische boek What Mad Pursuit beschrijft de reden waarom hij de moleculaire biologie de rug toekeerde en overschakelde naar neurowetenschap. In zijn boek The Astonishing Hypothesis beargumenteert hij dat neurowetenschap nu de hulpmiddelen heeft om een wetenschappelijke studie te maken van hoe de hersenen bewustzijn ervaren.
Francis Crick stierf op 88-jarige leeftijd in het Thornton Hospital in San Diego aan darmkanker.